# Hermacha nigromarginata
Hermacha nigromarginata là một loài nhện trong họ Nemesiidae.
Hermacha nigromarginata được miêu tả năm 1907 bởi Strand.